# سامی انژوک
سامی انژوک (انگلیسی: Sammy N'Djock؛ زاده ۲۵ فوریهٔ ۱۹۹۰) یک بازیکن فوتبال است.